# Coccoloba bullata
Coccoloba bullata är en slideväxtart som beskrevs av Richard Alden Howard. Coccoloba bullata ingår i släktet Coccoloba och familjen slideväxter. Inga underarter finns listade i Catalogue of Life.